# Oenothera pratensis
Oenothera pratensis là một loài thực vật có hoa trong họ Anh thảo chiều. Loài này được (Small) B.L. Rob. mô tả khoa học đầu tiên năm 1908.